# Víbora-das-palmeiras
A Víbora-das-palmeiras (Bothriechis bicolor) é uma serpente colubrídea do gênero Bothriechis, encontrada desde o leste de Guatemala até o oeste de Honduras. O nome específico refere-se às cores contrastantes ventral e dorsal. Nenhuma subespécie atualmente é reconhecida.
Bastante rara e pouco conhecida, esta espécie se destaca pela sua cauda, que é preênsil, perfeita para subir em árvores e palmeiras, daí o seu nome.
É parente bem próxima da cobra-de-pestana (Bothriechis schlegeli), porém mais tímida, vivendo nas florestas densas e praias com palmeiras.
Possui um veneno hemotóxico.